# Dworek Mieroszewskich w Katowicach
Dworek Mieroszewskich w Katowicach-Janowie – dawny dworek myśliwski znajdujący się w Katowicach przy ulicy Nad Stawem 3a, w dzielnicy Janów-Nikiszowiec, istniejący od około 1830 roku (za panowania Aleksandra Mieroszewskiego) w miejscu wyburzonego XVII-wiecznego drewnianego budynku, do października 2021 roku. Był to budynek piętrowy zbudowany z kamienia i kryty papą.

## Historia

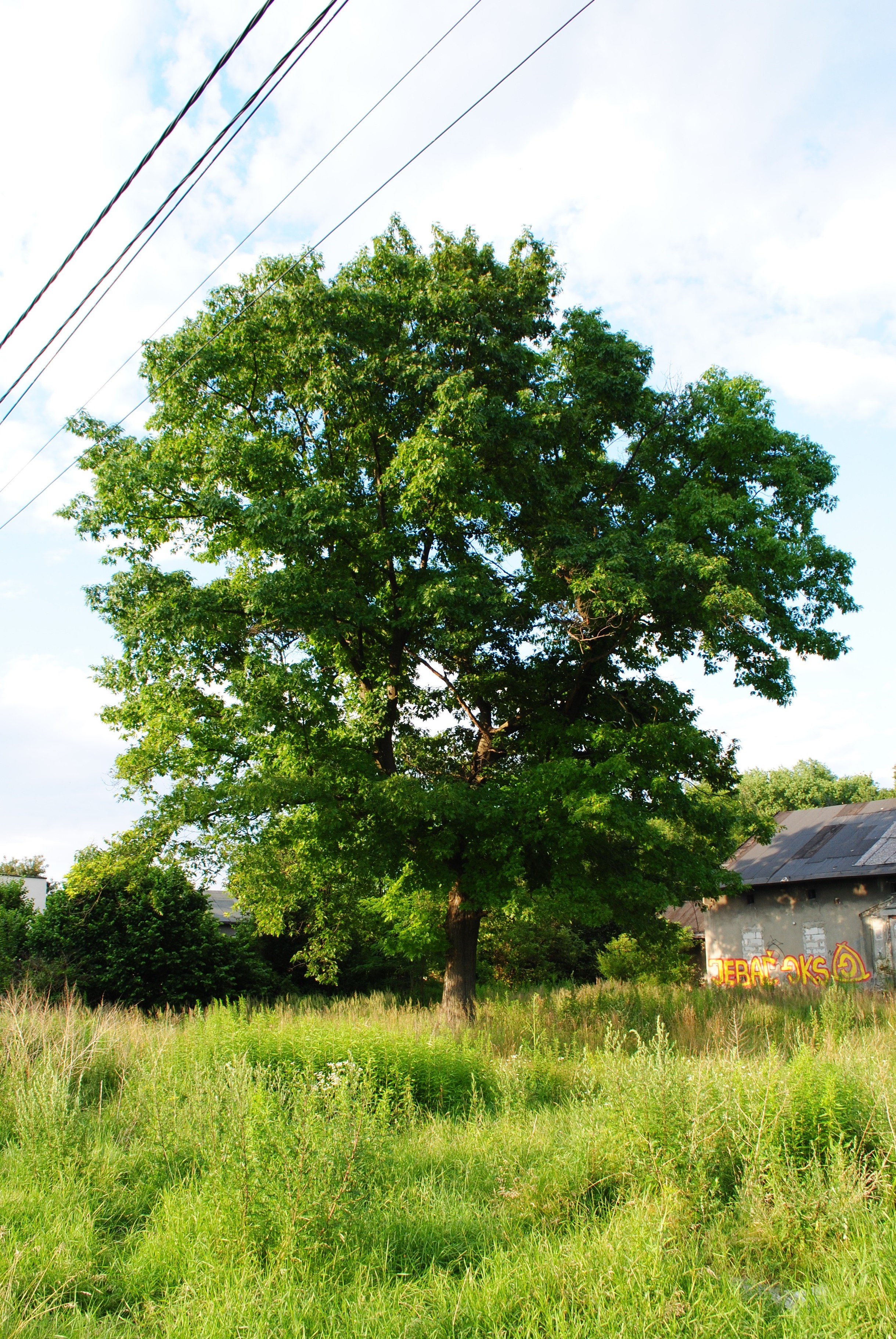
Fragment starodrzewu w sąsiedztwie dawnego dworku (2020)

Janów od 1617 roku należał do rodziny Mieroszewskich, którzy byli właścicielami ziemi mysłowickiej do 1839 roku. Ziemię wówczas sprzedano Marii Winckler z zachowaniem przez Mieroszewskich tytułu do ordynacji. Pierwszym ordynatem mysłowickiego majoratu był Jan Krzysztof Mieroszewski. W czasie jego 61-letniego majoratu (1694–1755) przyczynił się do powstania nowej osady nad Boliną. Pierwszym budynkiem późniejszego Janowa był dworek myśliwski wybudowany z drewna w miejsce późniejszego murowanego, a jego początki sięgają XVII wieku. Na początku XVIII wieku w pobliżu dworku, na prawym brzegu Boliny powstał folwark zwany Janowcem.
Za czasów Aleksandra Mieroszewskiego, w okresie powstania listopadowego pomiędzy dworkiem a Boliną urządzono park w stylu angielskim z promenadą i sztucznym stawem, po którym pływały gondole, a park ten nazywano Plantami. W 1835 roku postawiono na janowskich plantach rzeźbę ogrodową – pomnik z napisaną po polsku inskrypcją. Pomnik ten przetrwał czasy II wojny światowej i od 2014 roku znajduje się przy skwerze E. i G. Zillmannów na zabytkowym osiedlu Nikiszowiec.
Około 1830 roku w miejsce drewnianego budynku wybudowano murowany dworek. Z niego urządzano w sąsiednich lasach polowania, a w okresie przed i w czasie powstania listopadowego w dworku organizowano spotkania konspiracyjne. Spotykali się tutaj polscy spiskowcy z Królestwa Polskiego.
W 1853 roku w zameczku uwłaszczono Pawła Dudka – półzagrodnika z Janowa, pozostałych zaś janowskich chłopów w tym samym miejscu uwłaszczono w czerwcu 1857 roku. Po przeprowadzeniu akcji uwłaszczeniowej dworek, folwark i planty były nie tylko punktem wyjścia dla tworzącej się janowskiej gminy, ale także przez długi czas stanowiły centrum osady, w którym koncentrowało się życie Janowa. Tutaj mieszkał naczelnik gminy i obszaru dworskiego, a także mieściła się tu pierwsza gospoda. W parku zaś koncentrowało się także życie religijne. Wiele uroczystości religijnych odbywało się pod krzyżem wzniesionym tutaj w 1818 roku przez Rupalę i Pachę z Janowa. Wraz z uprzemysłowieniem Janowa punkt ciężkości osady przesuwał się na zachód z rejonu pałacyku, ku zakładom przemysłowym.
W 1959 roku właścicielem dawnego dworku była kopalnia „Wieczorek”, od około 2019 roku zaś dworek był własnością prywatną.
Mieszkańcy Janowa w lipcu 2020 roku planowali zorganizować plenerowy festyn w rejonie historycznego dworka z okazji 300-lecia osady. Z uwagi na znajdujące się na elewacji dworku graffiti z wulgarnym napisem organizatorzy zainterweniowali w tej sprawie, a festyn odbył się w Parku Bolina.
26 czerwca 2021 roku pod przewodnictwem Grupy Janowskiej zorganizowano plener malarski przy historycznym dworku celem jego uwiecznienia w sztuce malarskiej. Powstałe wówczas obrazy zostały pod koniec marca 2022 roku wystawione na licytację na rzecz Polskiej Misji Medycznej.
Opuszczony dworek, pełniący przed opróżnieniem funkcję mieszkalną, z biegiem czasu popadł w ruinę. Został on ostatecznie rozebrany w październiku 2021 roku, na co zgodził się ówczesny Śląski Wojewódzki Konserwator Zabytków Łukasz Konarzewski.

## Charakterystyka
Dawny dworek Mieroszewskich znajdował się przy ulicy Nad Stawem 3a w Katowicach, w granicach dzielnicy Janów-Nikiszowiec. W skład kompleksu zabudowy kompleksu wchodziły: dawny dworek myśliwski, stajnie i starodrzew. Przy samym zaś dworku znajdowały się także budynki gospodarcze w formie przybudówek.
Dworek Mieroszewskich był budynkiem o wymiarach 18,8 × 13,2 m, powstałym z kamienia i pokrytym dachem z papy. W 1959 roku miał on 10 pomieszczeń mieszkalnych, strych i 4 piwnice. Powierzchnia użytkowa dworku wynosiła 393 m², powierzchnia zabudowy zaś 254,16 m². Miał on jedną kondygnację nadziemną i jedną podziemną. Przybudówka była parterowa, a jej powierzchnia zabudowy wynosiła 46,64 m².
Dworek wraz z przybudówką wpisany był do gminnej ewidencji zabytków miasta Katowice.